# San José Dixiñado
San José Dixiñado är en ort i Mexiko.   Den ligger i kommunen Zapotitlán och delstaten Puebla, i den sydöstra delen av landet, 220 km sydost om huvudstaden Mexico City. San José Dixiñado ligger 2 048 meter över havet och antalet invånare är 144.
Terrängen runt San José Dixiñado är kuperad, och sluttar norrut. Runt San José Dixiñado är det glesbefolkat, med 9 invånare per kvadratkilometer. Närmaste större samhälle är Zaragoza, 4,4 km öster om San José Dixiñado. Trakten runt San José Dixiñado består i huvudsak av gräsmarker.